# Dalslands diplomatarium
Dalslands diplomatarium är en medeltida urkundssamling om Dalsland som innehåller alla medeltida dokument om dalsländska gårdar fram till 1520. Boken återger också partier om Dalsland ur de isländska sagorna och Bolstads medeltida kyrkoräkenskapsbok, runinskrifter samt inskriptioner på föremål. 
Dalslands Diplomatarium gavs ut 1996 av Dalslands Fornminnes och Hembygdsförbund. Det är upplagt efter samma vetenskapliga normer som Svenskt Diplomatarium. Men skillnaden är att alla texter, såväl fornsvenska som latinska, är översatta till nutidssvenska. Verket är utarbetat av Per-Axel Wiktorsson, docent i nordiska språk, och Eva Odelman, docent i latin. Till hjälp hade de en kommitté som kunde bistå författarna med sakkunskap i dalsländsk historia.
Arbetet med boken var ideellt. För att finansiera tryckningen tillsköts medel från ett tiotal kulturnämnder, fonder och stiftelser, samt från cirka 300 privata subskribenter.